# Jamalepidosis abludentis
Jamalepidosis abludentis är en tvåvingeart som beskrevs av Boris Mamaev 1998. Jamalepidosis abludentis ingår i släktet Jamalepidosis och familjen gallmyggor. Inga underarter finns listade i Catalogue of Life.